# Diospyros barberi
Espèce
Statut de conservation UICN

 VU B1+2c : Vulnérable
Diospyros barberi est une espèce de plantes à fleurs de la famille des Ebenaceae.

## Publication originale
- Journal and Proceedings of the Asiatic Society of Bengal 10: 47–49, Plate 3. 1914.